# Kombiverkehr (Unternehmen)
Die Kombiverkehr GmbH & Co KG ist ein logistisches Dienstleistungsunternehmen und ein Eisenbahnverkehrsunternehmen (EVU) mit Sitz in Frankfurt am Main (Hessen, Deutschland). Gegründet wurde die Gesellschaft am 11. Februar 1969 durch 56 Straßentransporteure und Kraftwagenspediteure. Bis zur Beteiligung der DB Mobility Logistics AG mit 50 % im Jahr 2002 hielten die Spediteure 100 % der Kommanditanteile. Im Juni 2025 waren 222 nationale und internationale Speditionen sowie die DB Cargo Kommanditisten.
Von der Kombiverkehr GmbH & Co KG wird ein Netz für den Kombinierten Verkehr Schiene-Straße in Europa entwickelt, organisiert und vermarktet.
Als ergänzende Leistungen werden u. a. der Aufbau und Betrieb von Umschlaganlagen und die Entwicklung und Unterhaltung von Spezialwaggons erbracht. Kombiverkehr ist seit November 1999 als öffentliches Eisenbahnverkehrsunternehmen zugelassen und kann Trassenleistungen direkt bei den Netzbetreibern einkaufen und Eigentraktionen durchführen.
Kombiverkehr ist Mitglied in der Vereinigung der Privatgüterwagen-Interessenten (VPI) und Gründungsmitglied der Union Internationale des sociétés de transport combiné Rail-Route (UIRR).

## Verkehre
Das Verkehrsangebot von Kombiverkehr teilt sich in den Nationalen und den Internationalen Verkehr.
Im Nationalen Verkehr wurde in Zusammenarbeit mit der DB Mobility Logistics AG das Kombi-Netz 2000+ ins Leben gerufen, das mit ca. 60 Shuttlezug-Verbindungen über 25 Terminals bundesweit miteinander verknüpft. 2011 wurde dieses umbenannt in de.NETdirekt+.
Das europäische Ganzzugnetz eu.NETdirekt+ setzt sich aus den Direkt- und Shuttlezugverbindungen zusammen, die Kombiverkehr insbesondere im grenzüberschreitenden Verkehr innerhalb Europas von und nach Deutschland anbietet. Das Ganzzugnetz bietet über 672 Direkt- und Shuttlezüge pro Woche in über 28 erreichbare Länder Europas.  
Im Jahr 2024 wurden 769.733 Lkw-Sendungen (entspricht 1,54 Mio. TEU) auf der Schiene transportiert, davon entfielen 181.175 Sendungen auf den nationalen und 588.576 Sendungen auf den internationalen Verkehr. Eine Sendung entspricht der Kapazität eines Last- bzw. Sattelzuges.

## Beteiligungen
Kombiverkehr beteiligt sich seit vielen Jahren an Terminal-Betreiber-Gesellschaften und bringt sich in den Betrieb von Umschlaganlagen sowie in Neu- und Ausbauprojekte ein. Beteiligungen hält Kombiverkehr darüber hinaus an intermodalen Operateuren sowie an anderen im Kombinierten Verkehr engagierten Unternehmen.

### Beteiligungen an Terminals
- Baltic Rail Gate GmbH, Lübeck (50 %)
- Combi Terminal Catalonia S.L. (15 %)
- Deutsche Umschlaggesellschaft Schiene-Straße mbH (DUSS), Bodenheim (12,5 %)
- Deutsche Umschlaggesellschaft Schiene-Straße mbH (DUSS) Italia Terminal Srl., Verona (20 %)
- Eurokombi Terminal GmbH, Hamburg (50 %)
- KombiPort Kiel GmbH, Kiel (50 %)
- KTL Kombi-Terminal Ludwigshafen GmbH, Ludwigshafen am Rhein (20 %)
- MegaHub Lehrte GmbH, Hannover (16,67 %)
- Neuss-Hessentor Multimodal GmbH, Neuss (50 %)
- Neuss Trimodal GmbH, Neuss (50 %)
- Planungsgesellschaft Kombinierter Verkehr mbH (PKV), Duisburg (50 %)
- ROLAND Umschlaggesellschaft für kombinierten Güterverkehr mbH & Co KG, Bremen (13,2 %)
- Rostock Trimodal GmbH, Rostock (25,2 %)
- Südwestfaler Container-Terminal GmbH, Kreuztal (50 %)
- TriCon Container-Terminal Nürnberg GmbH (25 %)

### Beteiligungen an Operateuren
- Bohemiakombi spol. s.r.o., Prag (30 %)
- Combiberia SA, Madrid (14 %)
- Europe Intermodal Ltd. Sti., Istanbul (50 %)
- Hupac SA, Chiasso (0,44 %)
- Optimodal Nederland B.V.*, Rotterdam  (über Kombiverkehr Intermodal Services AG, Basel)
- DB Cargo Eurasia (10 %)

### Weitere Beteiligungen
- Cesar Information Services S.C.R.L., Brüssel (25,1 %)
- Deutsche Gesellschaft für kombinierten Güterverkehr mbH, Frankfurt (100 %)
- KombiConsult GmbH, Frankfurt (100 %)
- Kombiverkehr Intermodal Services, Basel (99 %)
- Lokomotion Gesellschaft für Schienentraktion mbH, München (20 %)
- UIRR S.C., Brüssel (5 %)